# Mebrune
Mebrune (en georgiano: მებრუნე; en osetio: Мебруне) es un pueblo que pertenece a la parcialmente reconocida República de Osetia del Sur, parte del distrito de Tsjinval, aunque de iure pertenece al municipio de Kurta de la región de Iberia Interior de Georgia.

## Geografía
Mebrune se encuentra entre el río Gran Liajvi y el Froni Oriental, a 10 km de Tsjinvali. 

## Historia
De 1922 a 1990, formó parte del distrito de Tsjinval del óblast autónomo de Osetia del Sur. De 1990 a 2006, formó parte del raión de Kareli y, desde 2006, forma parte del municipio de Kurta. Durante la guerra de Osetia del Sur de 1991-1992, las autoridades osetias lograron controlar el pueblo y los georgianos huyeron del lugar. 

## Demografía
La evolución demográfica de Mebrune entre 1939 y 1989 fue la siguiente:
| 170                                                      | 153 | 102 | 105 | 51 |
| (Fuente: Population of South Ossetia since Soviet times) |     |     |     |    |

Según el censo soviético de 1959, la mayoría de la población local eran osetios.